# Mallos hesperius
Espèce
Synonymes
- Dictyna hesperia Chamberlin, 1916
- Mallos apanus Gertsch, 1946

Mallos hesperius est une espèce d'araignées aranéomorphes de la famille des Dictynidae.

## Distribution
Cette espèce se rencontre du Mexique au Paraguay entre 600 et 2 000 m d'altitude,.

## Description
Le mâle mesure 2,08 mm et les femelles de 2,16 à 3,16 mm.

## Publication originale
- Chamberlin, 1916 : Results of the Yale Peruvian Expedition of 1911. Bulletin of the Museum of Comparative Zoology, Harvard, vol. 60, p. 177-299 (texte intégral).